# هلنا دووژاکووا
هلنا دووژاکووا (چکی: Helena Dvořáková؛ زادهٔ ۳۰ ژانویهٔ ۱۹۷۹) نویسنده و بازیگر اهل جمهوری چک است.
از فیلم‌ها یا برنامه‌های تلویزیونی که وی در آن نقش داشته‌است، می‌توان به سرنا، فرشته تبهکار و بازشده اشاره کرد.